# Saint-Genest-Lachamp
Saint-Genest-Lachamp è un comune francese di 101 abitanti situato nel dipartimento dell'Ardèche della regione dell'Alvernia-Rodano-Alpi.

## Società

### Evoluzione demografica
Abitanti censiti